# SP Cailungo
S.P. Cailungo este o echipă de fotbal din Cailungo, Borgo Maggiore, San Marino.